# Leonhard Hess Stejneger
Leonhard Hess Stejneger (ur. 30 października 1851 w Bergen, zm. 28 lutego 1943 w Waszyngtonie) – norweski zoolog, ornitolog i herpetolog działający w Stanach Zjednoczonych.

## Życiorys
Urodził się w Norwegii. W 1881 roku wyjechał do Waszyngtonu, osiadając w Stanach Zjednoczonych na stałe. W Smithsonian Institution zajmował się ptakami Nowego Świata, szczególnie ptakami wodnymi. W 1884 roku został asystentem kustosza w Departamencie Ptaków, a od roku 1889 kustoszem Departamentu Gadów. Od 1911 roku aż do swojej śmierci, pełnił funkcję naczelnego kustosza Wydziału Biologii.
Opisał wiele gatunków zwierząt w tym m.in.: klarnetnika krótkodziobego, gołębia srebrnokryzego, bizończyka, fałdoskórkona indomalajskiego, Phyllorhynchus oraz Ctenosaura palearis.